# Ueno Hikoma
Pour les articles homonymes, voir Ueno (homonymie).
Ueno Hikoma (上野 彦馬) (15 octobre 1838 - 22 mai 1904) est un photographe japonais, pionnier de la photographie dans son pays. Il est reconnu pour ses portraits subtils, souvent de personnages importants, et pour ses excellents paysages, en particulier de Nagasaki et de ses environs. Ueno est une figure majeure de la photographie au Japon, tant du point de vue commercial qu'artistique et en tant que formateur.

## Contexte, jeunesse et formation

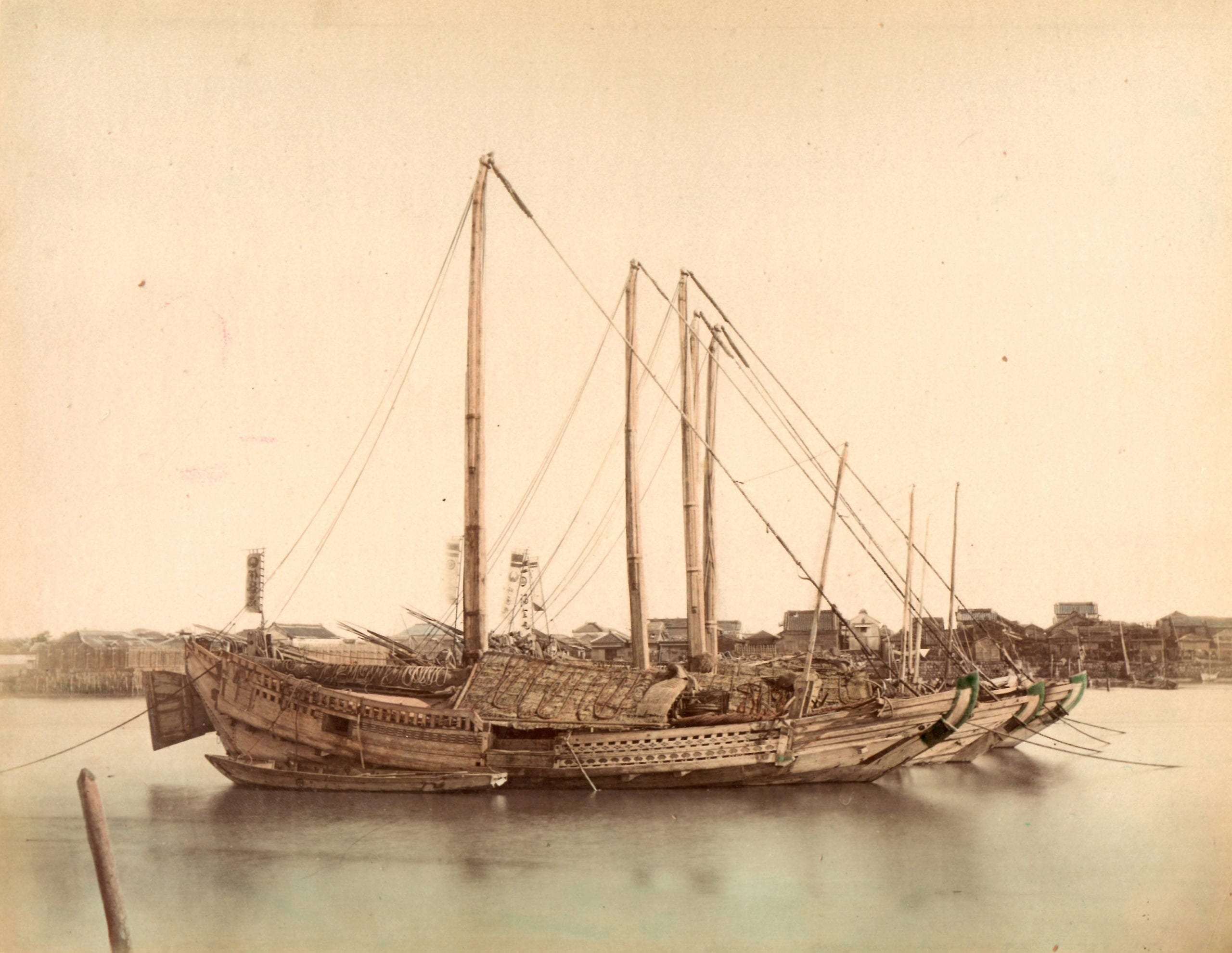
Vue de bateaux. Impression argent albumen, XIXe siècle.

La carrière de photographe d'Ueno Hikoma provient peut-être de l'élan donné à l'origine par le contexte familial. Un certain nombre de membres de la famille sont portraitistes. En outre, il est le fils de Ueno Toshinojō (aussi connu sous le nom Ueno Shunnojō) (1790-1851), marchand au service du clan Shimazu qui peut-être importe le premier appareil photographique dans le pays, un daguerréotype pour Shimazu Nariakira, daimyo du domaine de Satsuma.
Ueno Hikoma étudie d'abord les classiques chinois; puis en 1852, peu de temps après la mort de son père, il entre au collège médical de Nagasaki en vue d'étudier la chimie afin de l'aider à diriger l'entreprise familiale spécialisée dans la teinture au nitre et au chintz. Il étudie finalement la chimie auprès de Johannes L. C. Pompe van Meerdervoort (1829-1908), le médecin de la marine néerlandaise après l'arrivée de ce dernier en 1857. Bien qu'ayant peu d'expérience en la matière, Pompe van Meerdervoort, qui possède un appareil photo et un manuel de photographie, enseigne également la photographie à Ueno Hikoma
C'est seulement après son contact avec le photographe suisse Pierre Rossier (1829 ca. 1890) que Ueno décide de poursuivre une carrière en tant que photographe. Rossier a été commandité par l'entreprise Negretti & Zambra pour photographier en Asie et il travaille au Japon de 1859 à 1860. Il ne réside à Nagasaki qu'un court laps de temps, mais c'est là qu'il enseigne le procédé de la photographie au collodion humide à Ueno, Horie Kuwajirō (1831-1866), Maeda Genzō (1831-1906) et d'autres. Peu de temps après, Horie, l'ami de Ueno, achète un appareil photo à plaque humide. L'achat, qui comprend des produits chimiques photographiques, est financé par Tōdō Takayuki, daimyō du domaine de Tsu, pour un prix de 150 ryō. Le matériel photographique est apparemment d'un tel intérêt pour Ueno qu'il choisit de devenir sujet du domaine de Tsu pour avoir accès à la résidence domaniale située à Edo et en 1861, Horie prend une photographie de Ueno à l'œuvre dans le laboratoire du domaine à Edo (à présent Tokyo). En 1862, Ueno et Horie rédigent ensemble un manuel intitulé Shamitsu kyoku hikkei qui comprend des extraits traduits de dix manuels scientifiques néerlandais et une annexe intitulée Satsueijutsu [La technique de la photographie] qui décrit les techniques de photographie selon le procédé au collodion ainsi que la méthode d'impression à l'asphalte de Nicéphore Niépce.

## Carrière

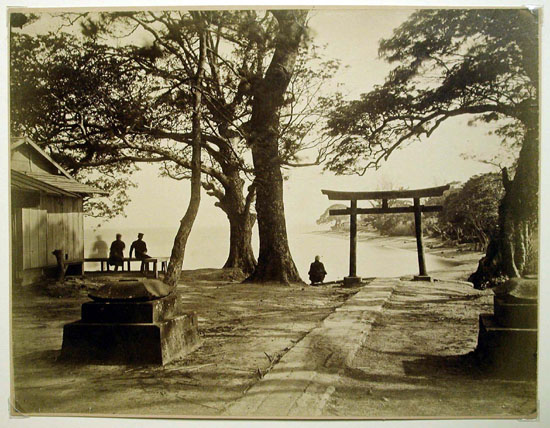
Torii et lac. Impression argent albumen, entre 1860 et 1900.

Après avoir travaillé pour le domaine de Tsu à Edo, Ueno rentre à Nagasaki mais lorsqu'il apprend que Pompe van Meerdervoort a quitté le pays il abandonne le rangaku, c'est-à-dire les études de la science occidentale. Il décide de faire carrière comme photographe.
À l'automne 1862 Ueno ouvre un studio photographique près de la rivière Nakashima à Nagasaki et commence aussi à importer des appareils photo. Au début, l'entreprise connaît des difficultés mais se développe progressivement, permettant au studio de devenir un grand bâtiment bien éclairé en 1882. Il devient populaire auprès des notables japonais et étrangers et se trouve mentionné dans les guides ainsi que dans le récit Un touriste dans l'Extrême-Orient d'Edmond Cotteau (1884) et dans le roman Madame Chrysanthème (1887) de Pierre Loti. Le patronage des étrangers à son tour accroît considérablement les revenus de Ueno, ce qui lui permet d'utiliser des matériaux plus coûteux et d'agrandir ses studios. Toujours dans les premiers jours de cette technologie importée, Ueno surmonte les réticences de beaucoup de Japonais à être photographiés et réalise des portraits de personnalités comme Sakamoto Ryōma, Itō Shunsuke, Takasugi Shinsaku et Katsu Kaishū. À l'occasion de leur visite au Japon, Ueno photographie Ulysses S. Grant en 1879 et le prince héritier de Russie (futur Tsar Nicolas II) en 1891. Avec un tel patronage, l'atelier de Ueno fonctionne jusqu'à la fin du siècle.
Ueno entretient une importante et étroite relation professionnelle avec Felice Beato. Lors de sa visite de Nagasaki, Beato utilise l'atelier de Ueno et photographie sa jeune sœur et des connaissances, parmi d'autres habitants de la ville. Beato photographie également Ueno lui-même au Daikō-ji et les deux photographes échangent apparemment des photos. Ueno approfondit vraisemblablement sa technique au contact de Beato qui est expérimenté. Deux autres visiteurs étrangers au Japon influencent Ueno : le photographe néerlandais Konrad Walter Gratama, qui ajouté à la connaissance de Ueno de chimie en 1866, et le photographe autrichien Wilhelm Burger (en) qui semble avoir enseigné les techniques photographiques à Ueno tout en faisant usage de son atelier pour prendre des stéréogrammes lors de sa visite dans le pays en 1869-1870.

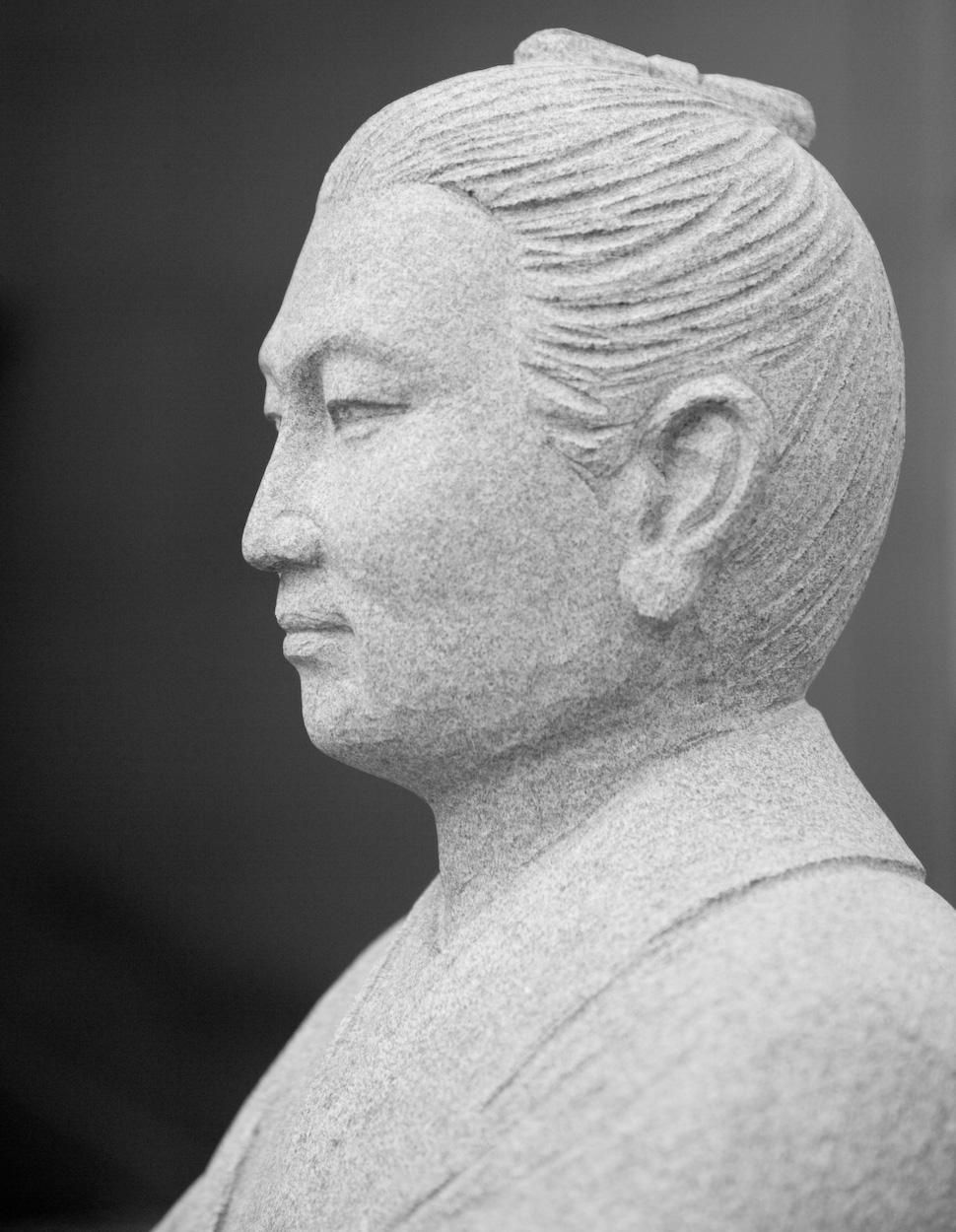
Statue d'Ueno Hikoma à Nagasaki

Ueno lui-même enseigne à beaucoup d'importants photographes du XIXe siècle dont Uchida Kuichi (1844-1875), Tomishige Rihei, Kameya Tokujirō (1837-1922), Nakajima Shinzō, Nagai Nagayoshi, Noguchi Jōichi, Nakajima Seimin, Tanaka, Morita Raizō, Kikizu Maturoku et Ueno Yoshima. Ueno entretient une relation étroite avec Uchida et après le voyage à Nagasaki de ce dernier en 1872, alors qu'il photographie pour l'empereur Meiji, leurs albums comprennent plusieurs images identiques qu'ils probablement échangées. Finalement, Ueno ouvre des branches de son studio photographique à Vladivostok en 1890 et à Shanghai et Hong Kong en 1891.
En plus des portraits, Ueno produit de nombreuses images de Nagasaki et de ses environs. Il photographie également le transit de Vénus devant le soleil en 1874 pour une mission américaine d'observation astronomique. En 1877, Kitajima Hidetomo, gouverneur de la préfecture de Nagasaki, lui commande des photographies des champs de bataille au sud du Japon au cours de la rébellion de Satsuma. Ueno reçoit pour cette commande 300 ¥330 pour 420 impressions. Il est accompagné pour ce travail par Setsu Shinichi et Noguchi Jōichi.
Il expose des clichés dans au moins deux expositions internationales, l'Exposition universelle de 1873 à Vienne et l'exposition universelle de 1893 à Chicago
où il remporte un prix pour le « bon goût et la finition artistique ».
Au début Ueno emploie des plaques humides mais vers 1877, il commence à utiliser des plaques sèches importées de Belgique. En dépit de la popularité contemporaine de la colorisation manuelle des photographies, les photos de Ueno sont généralement non colorées. Certains négatifs de Ueno ont probablement été achetés à un moment donné par le photographe Kusakabe Kinbei car ces images apparaissent dans les albums de ce dernier. Bien qu'il ne semble pas avoir offert régulièrement d'albums de photos, il semble avoir fait quelques albums sur demande spéciale pour les clients étrangers. Ueno considère que les techniques et les matériaux (par exemple, papier et lentilles) photographiques français et américains sont supérieurs à ceux des Britanniques dont il se plaint que les produits sont aussi hors de prix, notant que le papier albuminé est vendu (c. 1868) 100 ryō par boîte.
Huit photographies de Ueno sont disponibles en ligne dans les archives en ligne de Freer Gallery of Art et de la galerie Arthur M. Sackler.

## Lectures suggérées
- Estèbe, Claude. Ueno Hikoma, un portraitiste à la fin du shôgunat. Tokyo : Ebisu, n°24, 2000.
- (ja) Fujisaki Yasuo (藤崎康夫?) et Kojima Tadashi (小島直絵?). Jidai o tsukame kono te no naka ni: Nihon-hatsu no puro-kameraman Ueno Hikoma (時代をつかめこの手のなかに-日本初のプロカメラマン上野彦馬?). Tokyo : PHP, 1988.  (ISBN 4-569-58769-0)
- (ja) Ueno Ichirō (edited by), Shashin no kaiso Ueno Hikoma: Shashin ni miru Bakumatsu, Meiji (写真の開祖上野彦馬 : 写真にみる幕末・明治?). Setagaya-ku, Tokyo : Sangyō Nōritsu Tanki Daigaku Shuppanbu (Publications of the Institute of Business Administration and Management, Sanno College), 1975.
- (ja) Ueno Hikoma no jinbutsuzō: Sono gyōseki to sono ato no Nagasaki (上野彦馬の人物像:その業績とその後の長崎?). Nagasaki: Dejima-kotohajime-juku, 2003.
- (ja) Ueno Hikoma to Bakumatsu no shashinka-tachi (上野彦馬と幕末の写真家たち?), Ueno Hikoma and the photographers in the end of the Edo period). Tokyo : Iwanami-Shoten, 1997.  (ISBN 4-00-008341-4)
- (ja) Yahata Masao (八幡政男?). Shashin-jutsushi Ueno Hikoma (写真術師上野彦馬?). Tokyo : Maruju-sha, 1986.  (ISBN 4-89616-042-8)
- (ja) Yahata Masao. Ueno Hikoma: Bakumatsu no puro-kameraman (上野彦馬:幕末のプロカメラマン?). Ueno Hikoma, professional photographer of the Bakumatsu). Tokyo : Nagasaki-Shobō, 1976. (The title is sometimes given in the opposite order: Bakumatsu no puro-kameraman Ueno Hikoma.)
- (ja) Yahata Masao. Hyōden Ueno Hikoma: Nihon saisho no puro-kameraman (評伝上野彦馬:日本最初のプロカメラマン?), A critical biography of Ueno Hikoma, Japan's first professional photographer). Kokubunji: Musashino-Shobō, 1993.
- (ja) Baba Akira (edited by), Ueno Hikoma rekishi shashin shūsei (上野彦馬歴史写真集成?), The collected historical photographs of Ueno Hikoma). Tokyo : Watanabe-Shuppan, 2006.  (ISBN 4-902119-05-6)

## Galerie

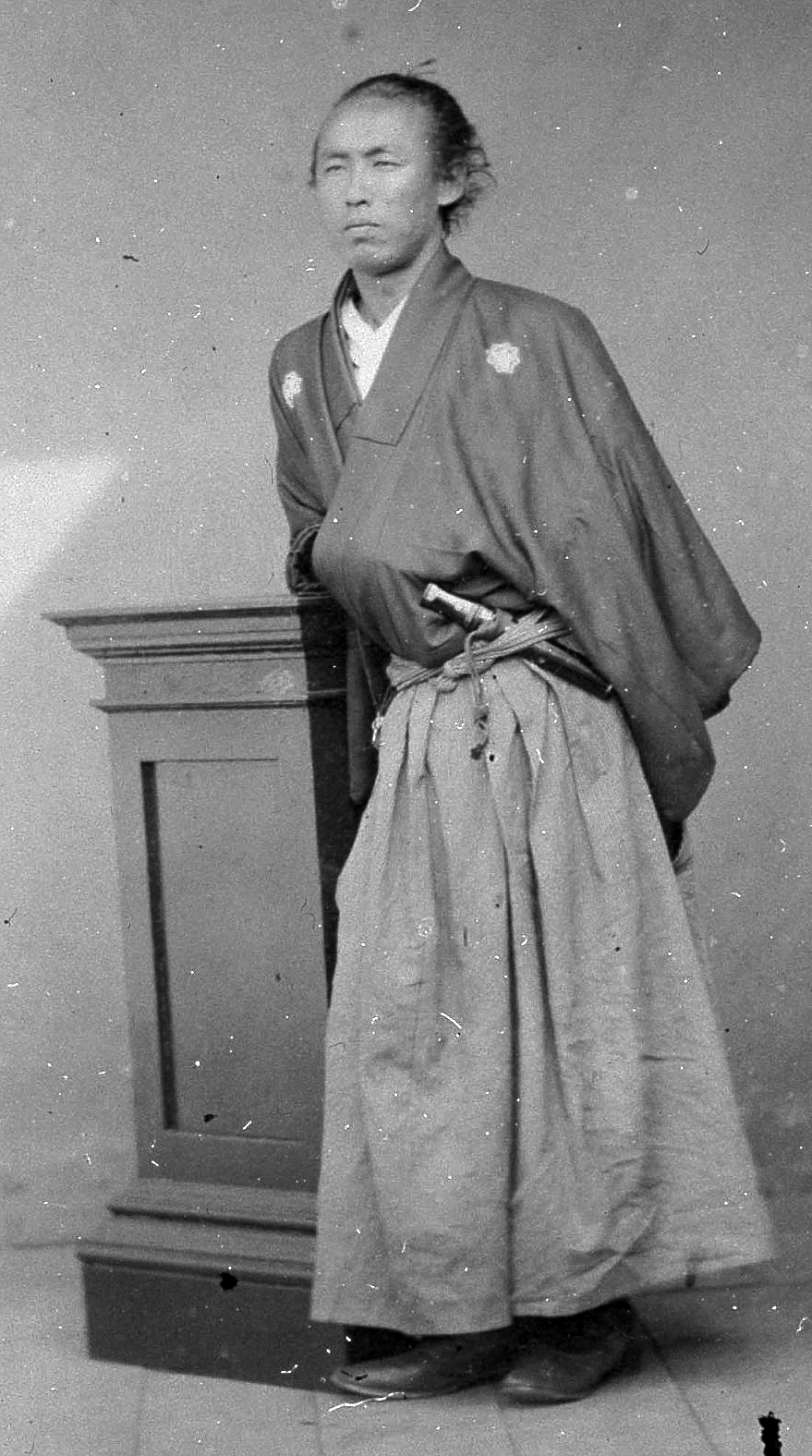
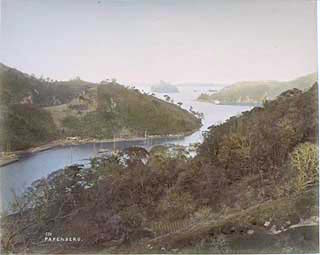

- Notices d'autorité :   - VIAF
  - ISNI
  - BnF (données)
  - LCCN
  - GND
  - Japon
  - CiNii
  - Pays-Bas
  - Pologne
  - WorldCat